# A Religiosa Portuguesa
A Religiosa Portuguesa (frz.: La Religieuse Portuguaise, engl.: The Portuguese Nun) ist ein portugiesisch-französischer Spielfilm aus dem Jahr 2009.

## Handlung
Ein französischer Regisseur verfilmt in Lissabon die Romanze einer Nonne mit einem französischen Offizier im 17. Jahrhundert. Die Hauptdarstellerin Julie spaziert an ihren drehfreien Tagen durch die Gassen der ihr noch unbekannten Stadt, in der ihre Mutter geboren wurde, und besucht nachts Fadolokale und Diskotheken. Dabei beeindruckt sie eine Nonne, die jede Nacht in der Kapelle Nossa Senhora do Monte betet, nahe ihrem Hotel im Ortsteil Graça, einem der Hügel Lissabons. Auch die Bekanntschaft des kleinen Jungen Vasco, die Begegnungen mit dem kultivierten Herrn Henrique Cunha, und die Zusammentreffen mit einem ihr verfallenen jungen Mann, den sie nach dem mystischen König D.Sebastião benennt, verursachen verschiedenartige bleibende Eindrücke bei Julie.

## Rezeption
Die Handlung spielt zum Teil auf die Romanze der portugiesischen Nonne Soror Mariana Alcoforado mit einem französischen Offizier im 17. Jahrhundert an. Unter dem Titel „Liebesbriefe einer portugiesischen Nonne“ wurde der Stoff bereits 1977 verfilmt, als Erotikfilm des Nunsploitation-Genres.
Der Film hatte am 11. November 2009 in Frankreich Premiere und wurde 2012 in England und Frankreich als DVD veröffentlicht.
2009 war der Film beim Internationalen Filmfestival von Locarno für einen Goldenen Leoparden, und 2011 in Portugal für einen Globo de Ouro nominiert.
Der ruhige, luftig-locker inszenierte Film beeindruckt durch stimmungsvolle Aufnahmen, sowohl mit weiten Blicken über das mal nächtlich erleuchtete, mal sonnendurchflutete Lissabon, als auch mit zahlreichen Szenen in den Gassen der alten Viertel oder der historischen Straßenbahn. Auch leiser Humor ist in diesem poetischen Film immer wieder vorhanden, etwa wenn der Regisseur Manuel Mozos den Hotelportier spielt, der sich verständnislos gegenüber dem „Kino für Intellektuelle“ zeigt. Die Kritik erkannte einige Parallelen zum Werk des ältesten Regisseurs der Welt, Manoel de Oliveira, etwa die leicht entrückten Sätze, die die Schauspieler gerade in die Kamera blickend sprechen, und aus denen erst durch Gegenschnitt ein Dialog wird.
Pressestimmen:
“Green captures – with passionate attention to light and shadow, to faces and voices, and to the electric thrill of the touch – the mystic union of life and art, and honors the majesty of the actress, who breaks through boundaries in both realms.” (deutsch: „Mit leidenschaftlicher Aufmerksamkeit für Licht und Schatten, für Gesichter und Stimmen, und für die elektrische Spannung der Berührung, fängt Green die geheimnisvolle Vereinigung von Leben und Kunst ein, und ehrt dabei die Würde der Hauptdarstellerin, die hier Grenzen beider Bereiche durchbricht.“) Richard Brody, The New Yorker
“Elegant, eccentric and absolutely captivating… one of the best films of the year.” (deutsch: „Elegant, exzentrisch und absolut faszinierend… einer der besten Filme des Jahres.“) Peter Bradshaw, The Guardian
“This is exquiste cinema.” (deutsch: „Dies ist herrliches Kino.“) Sukhdev Sandhu, The Telegraph
“Radiant, perplexing and distinctive.” (deutsch: „Leuchtend, verblüffend und auffällig.“) David Jenkins, Time Out Magazine